# Эньере, Клоди
Клоди́ Эньере́ (до замужества — Клоди́ Андре́-Деэ́  (фр. Claudie André-Deshays); родилась 13 мая 1957 года) — государственный деятель, политик, французский врач и космонавт Национального центра космических исследований (1985—1999) и Европейского космического агентства (1999—2002).

## Образование
Родилась в Ле-Крёзо, Франция. Эньере изучала медицину на факультете медицины в университете (фр. Paris-Cochin) и факультете наук университета Paris-VII. Она получила сертификаты в области биологии и спортивной медицины (1981), авиационной и космической медицины (1982) и ревматологии (1984). В 1986 году она получила диплом по биомеханике и физиологии движений. Она защитила кандидатскую диссертацию по неврологии в 1992 году.

## Космическая карьера
Эньере была резервным членом экипажа в 1993 году в миссии Альтаир на станцию «Мир», в которой принял участие её будущий муж Жан-Пьер Эньере. В честь их бракосочетания назван астероид 135268 Эньере. Эньере провела на космической станции «Мир» 16 дней в 1996 году в рамках российско-французской миссии Кассиопея. В 2001 году Эньере стала первой европейской женщиной, посетившей Международную космическую станцию, в рамках миссии Андромеда. Вышла в отставку из ЕКА 18 июня 2002 года. Провела на орбите 25 дней 14 часов 22 минуты.
Статистика
| # | Стартовый корабль | Старт, UTC        | Экспедиция   | Корабль посадки | Посадка, UTC      | Налёт                       | Выходы в открытый космос | Время в открытом космосе |
| - | ----------------- | ----------------- | ------------ | --------------- | ----------------- | --------------------------- | ------------------------ | ------------------------ |
| 1 | Союз ТМ-24        | 17.08.1996, 13:18 | Мир (22)     | Союз ТМ-23      | 02.09.1996, 07:41 | 15 суток 18 часов 23 минуты | 0                        | 0                        |
| 2 | Союз ТМ-33        | 21.10.2001, 08:59 | МКС-3 (ЭП-2) | Союз ТМ-32      | 21.10.2001, 04:59 | 09 суток 19 часов 59 минут  | 0                        | 0                        |
|   |                   |                   |              |                 |                   | 25 суток 14 часов 22 минут  | 0                        | 0                        |

## Политическая карьера
После завершения карьеры астронавта Эньере занялась французской политикой. Она стала министром по европейским делам в правительстве Жан-Пьер Раффарена и заместителем министра по вопросам научных исследований и новых технологий.

## Прочее
Клоди Эньере увлекается современным искусством (живопись, скульптура), чтением и спортом, особенно гимнастикой и гольфом.
23 декабря 2008 года Клоди Эньере была госпитализирована в Париже после попытки отравиться большим количеством медикаментов. Перед тем как впасть в кому, Клоди прокричала: "Земля должна быть предупреждена!" Вскоре после этого её лаборатория сгорела. О чем она хотела предупредить человечество, неизвестно, но, скорее всего, речь шла о внеземной угрозе.

## Награды
- Великий офицер ордена Почётного легиона (2011 год)
- Командор ордена Почётного легиона (2007 год)
- Кавалер ордена Почётного легиона (31 декабря 2001 года)[10]
- Кавалер Большого креста Национального ордена «За заслуги» (2023 год)
- Кавалер Национального ордена «За заслуги»
- Командор ордена «За заслуги перед Федеративной Республикой Германия» (Германия)
- Орден Мужества (16 октября 1996 года, Россия) — за успешное осуществление международного космического полёта на орбитальном научно-исследовательском комплексе «Мир» и проявленные при этом мужество и героизм[11]
- Орден Дружбы (23 августа 2000 года, Россия) — за успешное осуществление космического полёта на корабле «Союз-ТМ» и орбитальном научно-исследовательском комплексе «Мир», большой вклад в развитие российско-французского сотрудничества в области космических исследований[12]
- Орден Дружбы народов (23 июля 1993 года, Россия) — за активное участие в работе по обеспечению космического полёта международного экипажа на орбитальном научно-исследовательском комплексе «Мир» и большой вклад в укрепление дружбы и сотрудничества между народами России и Франции[13]
- Медаль «За заслуги в освоении космоса» (12 апреля 2011 года, Россия) — за большой вклад в развитие международного сотрудничества в области пилотируемой космонавтики[14]